# Bobby Murdoch
Robert White „Bobby“ Murdoch (* 17. August 1944 in Rutherglen; † 15. Mai 2001 in Glasgow) war ein schottischer Fußballspieler, der für Celtic Glasgow spielte und Teil der Lisbon-Lions-Mannschaft war, die 1967 den Europapokal der Landesmeister gewann. Gemeinsam mit Bertie Auld bildete er das herausragende zentrale Mittelfeld von Celtic.
Während seiner Zeit bei Celtic gewann er achtmal die Scottish Premier League, fünfmal den Scottish Cup und fünfmal den Scottish League Cup sowie den Europapokal der Landesmeister im Jahr 1967. Er spielte auch 1970 im Finale des Europapokals der Landesmeister gegen Feyenoord Rotterdam, Celtic verlor aber 2:1. Seine letzten Jahre bei Celtic waren vor allem geprägt durch Verletzungsprobleme, denen zum Trotz er aber ein wichtiger Teil der Mannschaft blieb. 
1973 wechselte er von Celtic zum FC Middlesbrough und wurde damit Jack Charltons erster Einkauf. Er vermittelte auch dem jungen Graeme Souness seine Spielweise. Bevor er 1976 seine Spielerkarriere beendete, spielte er 125-mal für Middlesbrough. Nach dem Ende seiner Laufbahn als aktiver Spieler wurde er Trainer der Jugendmannschaft.
1981 und 1982 war er Trainer der ersten Mannschaft Middlesbroughs, wurde jedoch kurz nach dem Abstieg in die Second Division wieder entlassen.
Murdoch versuchte sich als Kneipenwirt, doch verschuldete sich. In seinen letzten Jahren war er im Celtic Park tätig, wo er für die Betreuung der Spieler zuständig war.
Murdoch starb im Alter von 56 Jahren an den Folgen eines Schlaganfalls im Glasgower Victoria Infirmary. 

## Titel
- Schottischer Meister (8): 1966, 1967, 1968, 1969, 1970, 1971, 1972, 1973
- Schottischer FA Cup (5): 1965, 1967, 1969, 1971, 1972
- Schottischer Ligapokal (5): 1966, 1967, 1968, 1969, 1970
- Europapokal der Landesmeister: 1967

| Personendaten    | Personendaten                            |
| ---------------- | ---------------------------------------- |
| NAME             | Murdoch, Bobby                           |
| ALTERNATIVNAMEN  | Murdoch, Robert                          |
| KURZBESCHREIBUNG | schottischer Fußballspieler und -trainer |
| GEBURTSDATUM     | 17. August 1944                          |
| GEBURTSORT       | Rutherglen, Schottland                   |
| STERBEDATUM      | 15. Mai 2001                             |
| STERBEORT        | Glasgow, Schottland                      |